# Флаг Нью-Гэмпшира
Флаг Нью-Гэ́мпшира (англ. Flag of New Hampshire) — один из государственных символов американского штата Нью-Гэмпшир.
Флаг представляет собой большую печать штата в центре синего прямоугольника. Флаг был принят в 1909 году и менялся единожды — в 1931 году — когда изменилась печать штата. До 1909 года флагом штата являлись различные полковые знамёна.
Печать изображает фрегат USS Raleigh построенный в 1776 году в Портсмуте. Фрегат стилистически окружён лавровыми ветками, разделяемыми девятью звёздами. Фрегат Raleigh — один из первых 13 военных кораблей, заказанных Континентальным конгрессом (конгрессом 13 штатов, которые образовали США) для военно-морского флота США.
По результатам опроса 2001 года, проведённого Североамериканской вексиллологической ассоциацией, флаг Нью-Гэмпшира вошёл в десятку худших флагов США и Канадских провинций.
Поступало, по крайней мере, одно предложение о замене печати штампа на флаге изображением Старик-горы, но никаких официальных шагов не было предпринято.

## Закон о флаге штата
Флаг штата должен быть такого цвета и рисунка как указано далее: флаг должен быть синий и должен иметь в центре печать штата разумной пропорции и цветовой передачи. Печать должна быть обрамлена лавровыми ветками, разделёнными девятью звёздами. При использовании для военных целей флаг должен удовлетворять регламенту США.
Оригинальный текст (англ.)The state flag shall be of the following color and design: The body or field shall be blue and shall bear upon its center in suitable proportion and colors a representation of the state seal. The seal shall be surrounded by a wreath of laurel leaves with nine stars interspersed. When used for military purposes the flag shall conform to the regulations of the United States.
— State Flag statute 1909, 16:2. PL 8:1. 1931, 133:1. RL 13:1.